# Andre Rizo
Andre Rizo (pseudonimul lui Andrei Stanca, n. 14 octombrie 1980) este un DJ și producător român de muzică electronică. 

## Biografie
Pasiunea pentru muzică a moștenit-o de la tatăl său, care era muzician, Andre începând să producă muzică în 1999. În 2006 si-a început și cariera de DJ, având oportunitatea de a fi DJ-ul rezident al clubului Pacha din București. În următorii ani își deschide propriul studio de  producție muzicală și casă de discuri, ARMProduction, unde produce piese atât pentru el, cât și pentru alți artiști.
În 2016, piesele sale Tamana și Colindul Cerbului ajung în volumul XVIII al compilației franceze Buddha Bar.
În cadrul ediției din 2019 a Sibiu DJ Awards, Andre Rizo a fost desemnat Best DJ, iar în 2020 devine primul DJ din Europa care va susține un turneu în format VR 360. Tot în 2020 a devenit primul DJ român care a mixat într-un balon cu aer cald.
În 2022 a lansat piesa Turo Tech la label-ul britanic Toolroom, compusă în colaborare cu artistul spaniol Wally Lopez și artisul turc Nodus, primind feedback pozitiv de la mai multi DJ internaționali care au inclus-o în seturile lor, o parte dintre aceștia fiind Mark Knight, Robbie Rivera, Bob Sinclar și Roger Sanchez, dar și de la mai multe radiouri, cel mai notabil exemplu fiind includerea piesei în emisiunea britanicului Danny Howard, Radio 1's Dance Party, difuzată la BBC Radio 1.
De asemenea, a facut mai multe remixuri pentru artiști români, sau din străinătate, precum: Erika Isac, Șatra B.E.N.Z., Subcarpați & Surorie Osoianu, Sak Noel, Manuel Riva & Misha Miller sau Yves Murasca.
A avut apariții la mai multe festivaluri, printre care Untold, Neversea, IntenCity, Waves,Air Sensation Festival și Selected Croația.
Este creatorul emisiunii Groove Lab, difuzată la Dance FM România.

## Discografie (selecție)

### Albume
- Going Forward (ARMProduction, 2018)

### EP-uri
- Serenata (cu Criswell, ARMProduction, 2018)
- Cuatro vientos (cu Mindcage, ARMProduction, 2018)
- The Sun Will Never Go Down (Deepalma, 2020)
- Beautiful Color/Let It Move (cu Kataa, Hotfingers, 2020)
- What I Do (cu Kataa și Ale Blaake, King Street Sounds, 2021)

### Single-uri
- Boiana (ARMProduction, 2018)
- Turo Tech (cu Wally Lopez și Nodus, Toolroom Trax, 2022)